# Campionatul European de Fotbal 2000
Campionatul European de Fotbal 2000, sau uzual Euro 2000, a fost a 11-a ediție a Campionatului European de Fotbal, un turneu de fotbal destinat națiunilor europene desfășurat din patru în patru ani. Turneul, găzduit de Belgia și Țările de Jos, a început pe 10 iunie 2000 și s-a încheiat cu finala de pe stadionul Feijenoord din Rotterdam, pe 2 iulie 2000, în urma căreia Franța a câștigat al doilea său titlu european din istorie, învingând Italia cu 2-1. A fost prima oară când două țări au organizat împreună un Campionat European de Fotbal.
La turneu au participat un total de 16 echipe: Belgia și Țările de Jos, calificate automat ca și gazde, precum și alte 14 reprezentative naționale calificate din preliminariile care s-au desfășurat începând din august 1998. La această ediție, Norvegia și Slovenia au debutat la un turneul final de Campionat European. Câștigătoarea Euro 2000, Franța, a reprezentat UEFA la Cupa Confederațiilor 2001 din Japonia.

## Echipele calificate

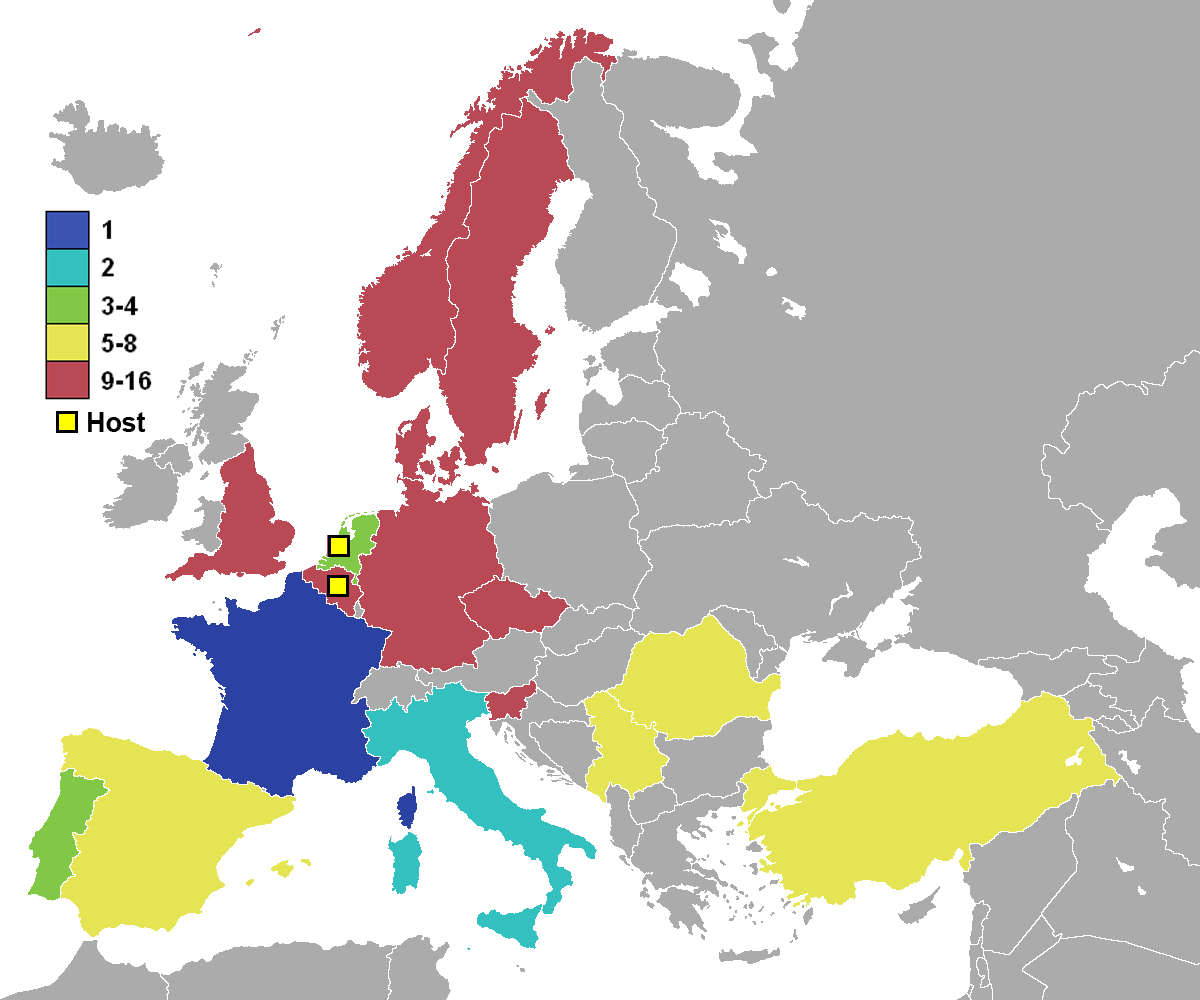
UEFA Euro 2000

Calificările pentru turneu au avut loc între 1998 și 1999. 49 de echipe au fost împărțite în nouă grupe, iar meciurile s-au jucat tur-retur. Echipele clasate pe locul 1 și cea mai bună echipă de pe locul 2 s-au calificat automat, in timp ce celelalte echipe de pe locul 2 au participat la un play-off pentru a stabili ultimele 4 echipe calificate. Belgia și Țările de Jos au fost calificate automat, fiind țările gazdă.
Următoarele 16 echipe au luat parte la turneul final:
- Anglia
- Belgia (gazdă)
- Cehia
- Danemarca
- Franța
- Germania
- Italia
- Norvegia (prima apariție)
- Portugalia
- România
- Slovenia (prima apariție)
- Spania
- Suedia
- Turcia
- Țările de Jos (gazdă)
- Iugoslavia

## Mascota

Mascota Euro 2000

Mascota oficială a turneului a fost Benelucky (un joc de cuvinte cu Benelux), un leu-diavol, ce are culori care par a fi o combinație între drapelele țărilor gazdă.

## Stadioane
| \| Rotterdam Amsterdam Eindhoven Arnhem Bruges Bruxelles Liège Charleroi \| | \| Rotterdam Amsterdam Eindhoven Arnhem Bruges Bruxelles Liège Charleroi \| | Rotterdam                                 | Amsterdam                                     |
| \| Rotterdam Amsterdam Eindhoven Arnhem Bruges Bruxelles Liège Charleroi \| | \| Rotterdam Amsterdam Eindhoven Arnhem Bruges Bruxelles Liège Charleroi \| | Feijenoord Stadion Capacitate: 51,000     | Amsterdam Arena Capacitate: 52,000            |
| \| Rotterdam Amsterdam Eindhoven Arnhem Bruges Bruxelles Liège Charleroi \| | \| Rotterdam Amsterdam Eindhoven Arnhem Bruges Bruxelles Liège Charleroi \| |                                           |                                               |
| \| Rotterdam Amsterdam Eindhoven Arnhem Bruges Bruxelles Liège Charleroi \| | \| Rotterdam Amsterdam Eindhoven Arnhem Bruges Bruxelles Liège Charleroi \| | Eindhoven                                 | Arnhem                                        |
| \| Rotterdam Amsterdam Eindhoven Arnhem Bruges Bruxelles Liège Charleroi \| | \| Rotterdam Amsterdam Eindhoven Arnhem Bruges Bruxelles Liège Charleroi \| | Philips Stadion Capacitate: 33,000        | GelreDome Capacitate: 30,000                  |
| \| Rotterdam Amsterdam Eindhoven Arnhem Bruges Bruxelles Liège Charleroi \| | \| Rotterdam Amsterdam Eindhoven Arnhem Bruges Bruxelles Liège Charleroi \| |                                           |                                               |
| Bruxelles                                                                   | Bruges                                                                      | Liège                                     | Charleroi                                     |
| Stadionul Regele Baudouin Capacitate: 50,000                                | Stadionul Jan Breydel Capacitate: 30,000                                    | Stade Maurice Dufrasne Capacitate: 30,000 | Stade du Pays de Charleroi Capacitate: 30,000 |
|                                                                             |                                                                             |                                           |                                               |
| Rotterdam Amsterdam Eindhoven Arnhem Bruges Bruxelles Liège Charleroi       |                                                                             |                                           |                                               |

## Arbitri
| Austria - Günter Benkö Danemarca - Kim Milton Nielsen Egipt - Gamal Al-Ghandour Anglia - Graham Poll Franța - Gilles Veissière Germania - Markus Merk Italia - Pierluigi Collina | Țările de Jos - Dick Jol Portugalia - Vítor Melo Pereira Scoția - Hugh Dallas Spania - José García Aranda Suedia - Anders Frisk Elveția - Urs Meier |

## Rezultate

### Faza Grupelor

#### Grupa A
| Echipa     | M | V | E | Î | GM | GP | DG | Pct |
| ---------- | - | - | - | - | -- | -- | -- | --- |
| Portugalia | 3 | 3 | 0 | 0 | 7  | 2  | +5 | 9   |
| România    | 3 | 1 | 1 | 1 | 4  | 4  | 0  | 4   |
| Anglia     | 3 | 1 | 0 | 2 | 5  | 6  | −1 | 3   |
| Germania   | 3 | 0 | 1 | 2 | 1  | 5  | −4 | 1   |

| Germania   | 1 – 1    | România     |
| ---------- | -------- | ----------- |
| Scholl 28' | (Report) | Moldovan 5' |

| Portugalia                             | 3 – 2    | Anglia                   |
| -------------------------------------- | -------- | ------------------------ |
| Figo 22' João Pinto 37' Nuno Gomes 59' | (Report) | Scholes 3' McManaman 18' |

| România | 0 – 1    | Portugalia     |
| ------- | -------- | -------------- |
|         | (Report) | Costinha 90+4' |

| Anglia      | 1 – 0    | Germania |
| ----------- | -------- | -------- |
| Shearer 53' | (Report) |          |

| Anglia                      | 2 – 3    | România                                 |
| --------------------------- | -------- | --------------------------------------- |
| Shearer 41' (pen.) Owen 45' | (Report) | Chivu 22' Munteanu 48' Ganea 89' (pen.) |

| Portugalia            | 3 – 0    | Germania |
| --------------------- | -------- | -------- |
| Conceição 35' 54' 71' | (Report) |          |

#### Grupa B
| Echipa | M | V | E | Î | GM | GP | DG | Pct |
| ------ | - | - | - | - | -- | -- | -- | --- |
| Italia | 3 | 3 | 0 | 0 | 6  | 2  | +4 | 9   |
| Turcia | 3 | 1 | 1 | 1 | 3  | 2  | +1 | 4   |
| Belgia | 3 | 1 | 0 | 2 | 2  | 5  | −3 | 3   |
| Suedia | 3 | 0 | 1 | 2 | 2  | 4  | −2 | 1   |

| Belgia                 | 2 – 1    | Suedia      |
| ---------------------- | -------- | ----------- |
| Goor 43' É. Mpenza 46' | (Report) | Mjällby 53' |

| Turcia   | 1 – 2    | Italia                       |
| -------- | -------- | ---------------------------- |
| Okan 62' | (Report) | Conte 52' Inzaghi 70' (pen.) |

| Italia             | 2 – 0    | Belgia |
| ------------------ | -------- | ------ |
| Totti 6' Fiore 66' | (Report) |        |

| Suedia | 0 – 0    | Turcia |
| ------ | -------- | ------ |
|        | (Report) |        |

| Turcia              | 2 – 0    | Belgia |
| ------------------- | -------- | ------ |
| Hakan Șükür 45' 70' | (Report) |        |

| Italia                      | 2 – 1    | Suedia      |
| --------------------------- | -------- | ----------- |
| Di Biagio 39' Del Piero 88' | (Report) | Larsson 77' |

#### Grupa C
| Echipa     | M | V | E | Î | GM | GP | DG | Pct |
| ---------- | - | - | - | - | -- | -- | -- | --- |
| Spania     | 3 | 2 | 0 | 1 | 6  | 5  | +1 | 6   |
| Iugoslavia | 3 | 1 | 1 | 1 | 7  | 7  | 0  | 4   |
| Norvegia   | 3 | 1 | 1 | 1 | 1  | 1  | 0  | 4   |
| Slovenia   | 3 | 0 | 2 | 1 | 4  | 5  | −1 | 2   |

| Spania | 0 – 1    | Norvegia    |
| ------ | -------- | ----------- |
|        | (Report) | Iversen 65' |

| Iugoslavia                     | 3 – 3    | Slovenia                   |
| ------------------------------ | -------- | -------------------------- |
| Milošević 67' 73' Drulović 70' | (Report) | Zahovič 23' 57' Pavlin 52' |

| Slovenia    | 1 – 2    | Spania                 |
| ----------- | -------- | ---------------------- |
| Zahovič 59' | (Report) | Raúl 4' Etxeberria 60' |

| Norvegia | 0 – 1    | Iugoslavia   |
| -------- | -------- | ------------ |
|          | (Report) | Milošević 8' |

| Iugoslavia                                   | 3 – 4    | Spania                                            |
| -------------------------------------------- | -------- | ------------------------------------------------- |
| Milošević 30' Govedarica 50' Komljenović 75' | (Report) | Alfonso 38' 90+5' Munitis 51' Mendieta 90' (pen.) |

| Slovenia | 0 – 0    | Norvegia |
| -------- | -------- | -------- |
|          | (Report) |          |

#### Grupa D
| Echipa        | M | V | E | Î | GM | GP | DG | Pct |
| ------------- | - | - | - | - | -- | -- | -- | --- |
| Țările de Jos | 3 | 3 | 0 | 0 | 7  | 2  | +5 | 9   |
| Franța        | 3 | 2 | 0 | 1 | 7  | 4  | +3 | 6   |
| Cehia         | 3 | 1 | 0 | 2 | 3  | 3  | 0  | 3   |
| Danemarca     | 3 | 0 | 0 | 3 | 0  | 8  | −8 | 0   |

| Franța                          | 3 – 0    | Danemarca |
| ------------------------------- | -------- | --------- |
| Blanc 16' Henry 64' Wiltord 90' | (Report) |           |

| Țările de Jos         | 1 – 0    | Cehia |
| --------------------- | -------- | ----- |
| F. de Boer 89' (pen.) | (Report) |       |

| Cehia               | 1 – 2    | Franța                 |
| ------------------- | -------- | ---------------------- |
| Poborský 35' (pen.) | (Report) | Henry 7' Djorkaeff 60' |

| Danemarca | 0 – 3    | Țările de Jos                          |
| --------- | -------- | -------------------------------------- |
|           | (Report) | Kluivert 57' R. de Boer 66' Zenden 77' |

| Danemarca | 0 – 2    | Cehia          |
| --------- | -------- | -------------- |
|           | (Report) | Šmicer 64' 67' |

| Franța                   | 2 – 3    | Țările de Jos                          |
| ------------------------ | -------- | -------------------------------------- |
| Dugarry 8' Trezeguet 31' | (Report) | Kluivert 14' F. de Boer 51' Zenden 59' |

### Faza eliminatorie EURO 2000
|  | Sferturi | Sferturi      | Sferturi |        |               | Semifinale | Semifinale | Semifinale    |               |               | Finala        | Finala | Finala |
|  |          |               |          |        |               |            |            |               |               |               |               |        |        |
|  |          | Turcia        | 0        |        |               |            |            |               |               |               |               |        |        |
|  |          | Portugalia    | 2        |        |               |            |            |               |               |               |               |        |        |
|  |          | Portugalia    | 2        |        | Portugalia    | 1          |            |               |               |               |               |        |        |
|  |          |               |          |        | Portugalia    | 1          |            |               |               |               |               |        |        |
|  |          |               | Franța   | 2      |               |            |            |               |               |               |               |        |        |
|  |          | Spania        | Franța   | 2      | 1             |            |            |               |               |               |               |        |        |
|  |          | Spania        |          |        | 1             |            |            |               |               |               |               |        |        |
|  |          | Franța        | 2        |        |               |            |            |               |               |               |               |        |        |
|  |          |               |          |        |               |            |            |               |               |               |               | Franța | 2      |
|  |          |               |          | Italia | 1             |            |            |               |               |               |               |        |        |
|  |          | Țările de Jos | 6        |        |               |            |            |               |               |               |               |        |        |
|  |          | Iugoslavia    | 1        |        |               |            |            |               |               |               |               |        |        |
|  |          | Iugoslavia    | 1        |        | Țările de Jos | 0 (1)      |            | Medalie bronz | Medalie bronz | Medalie bronz | Medalie bronz |        |        |
|  |          |               |          |        | Țările de Jos | 0 (1)      |            | Medalie bronz | Medalie bronz | Medalie bronz | Medalie bronz |        |        |
|  |          |               | Italia   | 0 (3)  |               |            |            |               |               |               |               |        |        |
|  |          | Italia        | Italia   | 0 (3)  | 2             |            |            |               |               |               |               |        |        |
|  |          | Italia        |          |        | 2             |            |            |               |               |               |               |        |        |
|  | 7        | România       | 0        |        |               |            |            |               |               |               |               |        |        |

#### Sferturi de finală
| Turcia | 0-2      | Portugalia         |
| ------ | -------- | ------------------ |
|        | (Report) | Nuno Gomes 44' 56' |

| Italia                | 2 – 0    | România |
| --------------------- | -------- | ------- |
| Totti 33' Inzaghi 43' | (Report) |         |

| Țările de Jos                                               | 6 – 1    | Iugoslavia      |
| ----------------------------------------------------------- | -------- | --------------- |
| Kluivert 24' 38' 54' Govedarica 51' (a.g.) Overmars 78' 90' | (Report) | Milošević 90+1' |

| Spania              | 1 – 2    | Franța                   |
| ------------------- | -------- | ------------------------ |
| Mendieta 38' (pen.) | (Report) | Zidane 32' Djorkaeff 44' |

#### Semifinale
| Portugalia     | 1 – 2 (d.p.) | Franța                       |
| -------------- | ------------ | ---------------------------- |
| Nuno Gomes 19' | (Report)     | Henry 51' Zidane 117' (pen.) |

| Italia | 0 – 0 (d.p.) | Țările de Jos |
| ------ | ------------ | ------------- |
|        | (Report)     |               |

|                                        |      | Penaltiuri                             |  |
| Di Biagio · Pessotto · Totti · Maldini | 3 –1 | F. de Boer · Stam · Kluivert · Bosvelt |  |

#### Finala
| Franța                       | 2 – 1 (d.p.) | Italia         |
| ---------------------------- | ------------ | -------------- |
| Wiltord 90+4' Trezeguet 103' | (Report)     | Delvecchio 55' |

| Campioana Campionatul European de Fotbal 2000 |
| --------------------------------------------- |
| Franța Al Doilea Titlu                        |

## Legături externe
- UEFA Euro 2000 history at Union of European Football Associations
- UEFA Euro 2000 coverage at BBC Sport
- Official website (archived) en  fr  de  es  it  nl